# 삼국여한
"삼국여한"(三國女恨, Women's Rage In Three Countries)은 한국에서 제작된 김인수 감독의 1982년 공포 영화이다. 박암 등이 주연으로 출연하였고 이재훈 등이 제작에 참여하였다.

## 출연

### 주연
- 박암
- 진봉진
- 정규영

### 조연
- 황건
- 주상호
- 한태일
- 길달호
- 최무웅
- 김지연
- 김은주
- 김수경

## 기타
- 제작부장: 반인섭
- 촬영부: 엄수연
- 촬영부: 임학명
- 조명: 김강일
- 조명부: 최재훈
- 조명부: 김영웅
- 조명부: 김일준
- 연출부: 김효천
- 녹음: 김성찬
- 미술: 송백규
- 미용: 조경애
- 분장: 이동섭
- 의상: 이해윤
- 소품: 이원우
- 효과: 김철석